# Sororát
Sororát (z latinského soror – sestra) je označení pro druhé manželství se sestrou zemřelé manželky. Manžel se ožení nebo naváže sexuální poměr se sestrou své ženy, často po smrti manželky nebo pokud je manželka neplodná. Méně často se tímto pojmem označuje sororální polygynie. Pojem sororát zavedl britský sociální antropolog James George Frazer. Dosud tento zvyk přetrvává v některých rodových společnostech, např. v některých částech Brazílie, v historii např. v Turkmenistánu, u pastýřských kmenů v Africe a na Blízkém Východě.

## Terminologie
Sororát je příbuzenské uspořádání, kde v případě smrti ženy, je tato žena v manželství nahrazena svou sestrou. Účelem sororátu je, aby mužův rod neztratil ženu nebo výkupné/věno, které za ni zaplatil a zachovat kontinuitu rodu. V sororátu je rodina zemřelé ženy povinna nahradit rodině vdovce škodu – obvykle tím, že muž dostane za ženu její mladší sestru za sníženou cenu. Neplodná žena ale může být odmítnuta a mužova rodina může vyžadovat kompenzaci v jiné formě. Nejde o samotnou osobu ženy ale o to, zda rodině přináší zisk.
Z antropologického pohledu tento druh manželství posiluje vazby mezi oběma skupinami (klany nebo rodinami ženy i muže) a zachovává mezi rody smlouvu o společném potomstvu a udržuje tak spojenectví.

### Sororát a levirát
Sororátní manželství se často vyskytuje s levirátním manželstvím, kdy naopak dojde ke sňatku vdovy s bratrem zemřelého muže. V levirátu je v případě smrti muže jeho bratr povinen se oženit s vdovou a jménem svého bratra vychovávat jeho děti. Oba typy manželství jsou nyní uzavírány spíše ze zvyku, než by byly vynucovány. Sororát však není tak rozšířen jako levirát.

### Sororát a sororální polygynie
Sororát se občas zaměňuje s pojmem sororální polygynie. Sororální polygynie je typ polygynie, v níž jsou současné manželky sestry, zatímco v sororátu dojde k druhému sňatku se sestrou až po smrti manželky. Ačkoli sororát a sororální polygynie dvou nebo více sester spadají pod stejný princip, některé národy upřednostňují jednu praxi a tabuizují druhou. Sororát je méně častý než sororální polygynie.

## Výskyt sororátu ve světě

### Kurdové
V Kurdistánu zůstává vdova s rodinou svého manžela. Pokud žena ovdoví v době, kdy jsou děti ještě malé, platí pro ni povinnost vdát se za bratra zemřelého manžela, jedná se tedy o levirát. Sororát je uplatňován v případě, že muž přijde o ženu předtím, než žena porodí dítě nebo žena zemře a zanechá po sobě malé děti. Její rodina potom muži poskytne novou nevěstu za sníženou cenu, obvykle mladší sestru zemřelé. Levirát i sororát v kurdských rodinách zajišťují, že o děti bude vždy postaráno a veškeré dědictví, zpravidla pozemky, zůstane v rodině.

### Amerika
Levirát i sororát je praktikován mnoha kmeny v oblasti Velkých plání, stejně tak jako sororální polygynie. Severní Šošonové ale například nerozlišovali mezi sourozeneckým a bratraneckým vztahem, takže sestry v sororálně polygamních manželstvích často byly ve skutečnosti sestřenice.
U Severních Šošonů někdy docházelo k tomu, že se muž nastěhoval k rodině manželky. Tím získával právo na sexuální styk s jejími mladšími sestrami, a pokud ty chtěly, bylo takové uspořádání prakticky uznáváno jako manželství. Praktikována byla i polyandrie, analogicky žena po svatbě získávala nárok na mužovy mladší bratry. Polyandrie byla ovšem typicky pouze dočasná, mladší bratr se později obvykle oženil s mladší sestrou ženy. Podobná praxe je známa i od brazilských kmenů žijících na horním toku řeky Xingú, kde docházelo k dočasné polygynii mezi mužem a mladšími sestrami jeho manželky zpravidla do doby, než se mladší sestry vdaly.

### Asie
V Číně jsou zdokumentovány případy sororátu v období říše Liao, kdy byl sororát i sororální polygamie běžnou praxí mezi šlechtou. Jsou známy i méně četné případy z pozdější doby.
V Bhútánu je praktikována sororální polygamie. Bývalý král Jigme Singye Wangchuck je ženatý se čtyřmi sestrami.

### Afrika
V Senegalu je praktikován sororát i levirát. V Senegalu na praktikování sororátu navazuje problém přenosu HIV. Po opětovném sňatku totiž HIV pozitivní muž může nakazit další ženy. Tradice jako sororát situaci, která je sama o sobě právně i eticky složitá, ještě víc komplikují.